# 애나 마리아 페레스 데 타그레
애나 마리아 페레스 데 타그레(Anna Maria Perez de Taglé, 1990년 12월 23일 ~ )는 미국의 배우이다.

## 출연 작품
- 캠프 락 2: 마지막 콘서트 (2010)
- 페임 (2009)
- 캠프 락 (2008)
- 한나 몬타나 (2006)